# Cambridge Philosophical Society

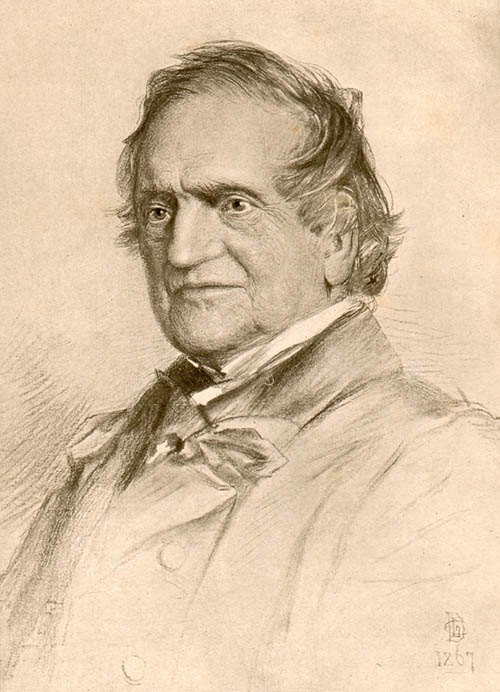
Adam Sedgwick, uno dei fondatori della Cambridge Philosophical Society

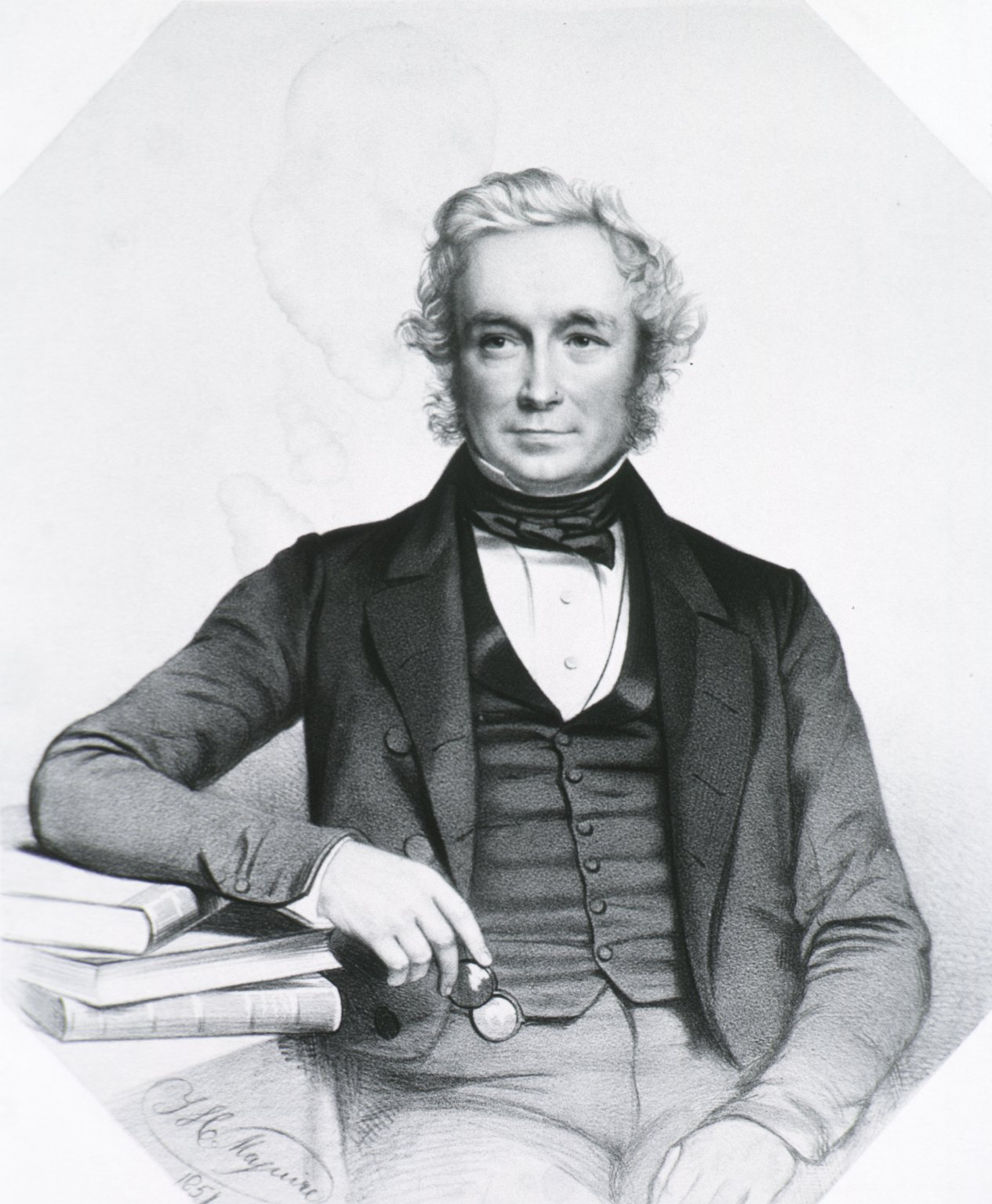
John Stevens Henslow, uno dei fondatori della Cambridge Philosophical Society

La  Cambridge Philosophical Society è una associazione scientifica del Regno Unito sita presso l'Università di Cambridge. L'associazione venne fondata nel 1819 ed acquisì uno stato giuridico a seguito di una concessione di re Guglielmo IV nel 1832.

## Storia
La Società fu costituita il 15 novembre 1819 per opera di un gruppo di studiosi di Cambridge fra cui il geologo Adam Sedgwick del Trinity College, il botanico John Stevens Henslow del St John's College ed il naturalista Edward Daniel Clarke del Jesus College.
L'idea della costituzione dell'associazione nacque durante un breve periodo di ferie passato da Sedgwick con il suo giovane amico e collega Henslow all'isola di Wight nel periodo della pasqua del 1819. Nel corso della vacanza i due amici si trovarono a constatare la mancanza di un posto a Cambridge in cui coloro che erano interessati alle Scienze Naturali potevano incontrarsi e discutere con altri aventi gli stessi interessi, ovvero dove potevano imparare cosa accadeva all'estero su tali temi. In quel tempo infatti a Cambridge vi erano solo due aule per i professori di materia scientifiche una per la chimica e l'altra per l'anatomia. Nessuna biblioteca, o museo o laboratorio attrezzato per lo studio delle scienze.
Al ritorno a Cambridge i due uomini discussero la loro idea con altri membri dell'università. L'ipotesi iniziale era quella di costituire una Corresponding Society allo scopo informare gli studenti di Cambridge su argomenti di storia naturale. Fra i membri accademici l'anziano professore di mineralogia Edward Daniel Clarke si dimostrò particolarmente entusiasta dell'idea e diede importanti indicazioni e suggerimenti. Proprio in base ad un suo suggerimento il 30 ottobre 1819 venne emesso un avviso in cui si invitavano i membri residenti dell'Università ad una riunione per il giorno 2 novembre, al fine di istituire una società quale punto di raccolta per le comunicazioni scientifiche. L'avviso venne firmato da trentatré persone (compresi i citati Sedgwick, Henslow e Clarke) provenienti da undici College e appartenenti a varie e differenti categorie. Tra loro vi erano sei Master di College, professori, tutor, e assistenti, che condividevano la visione della necessità di estendere gli studi dell'Università di Cambridge in direzione scientifica.
Non esiste un verbale di tale riunione, ma il giorno successivo (3 novembre) venne diffuso un memorandum da cui si apprende che era stata approvata all'unanimità una risoluzione, proposta da Sedgwick, che prevedeva la costituzione di una società come punto di affluenza per la comunicazione scientifica. Un'altra risoluzione nominò un comitato per la definizione di un regolamento della suddetta società.
Il giorno 8 novembre il comitato presentò il regolamento e la data della prima riunione dell'associazione che doveva tenersi il 15 novembre. Il tale riunione il regolamento presentato venne approvato è questa è quindi considerata dai più la data di nascita dell'associazione. Nella riunione venne quindi confermato il nome proposto per l'associazione di  Cambridge Philosophical Society e indicato il suo obiettivo che era così definito:
(John Willis Clark, Thomas McKenny Hughes, Op. citata, pag. 207)
La prima riunione operativa dell'associazione si tenne il 13 dicembre (che quindi alcuni considerano come la data di nascita della società). La riunione fu presieduta dal professor William Farish, eletto primo presidente nella riunione precedente. Nella riunione, su suggerimento del prof. Clarke venne modificata la designazione della società, aggiungendo in fondo le parole "e di Storia Naturale". Il cambiamento è lieve, ma non trascurabile in quanto indirizzerà per molti anni i lavori dell'associazione. Infatti, grazie all'entusiasmo di Henslow, che diventerà professore di Mineralogia nel 1822, venne avviata a la formazione di un museo Zoologico che confluirà poi nel Museo di Zoologia di Cambridge.
Dopo aver incontrato qualche resistenza iniziale da parte di ambienti più conservatori, la società progredì rapidamente ed il numero dei soci prima della fine del 1820 aveva raggiunto 171 membri.

## Membri della società
I membri della Società comprendoni i Soci onorari e i Fellow (FCPS). Chi vuole diventare un Fellow deve essere presentato per iscritto da un membro della Società da almeno tre anni e da una persona di adeguata capacità, che conosce il candidato personalmente in un contesto professionale. I candidati approvati vengono quindi eletti in occasione delle riunioni della Società. I Fellow e sono autorizzati ad utilizzare il titolo "FCPS " dopo il nome.

## Pubblicazioni
Le riviste scientifiche pubblicate dalla Società sono:
- Biological Reviews, pubblicata regolarmente dal 1926;
- Mathematical Proceedings, (precedentemente intitolata Proceedings), pubblicata regolarmente dal 1843.

La rivista Transactions, pubblicata dal 1821 al 1928, è attualmente sospesa.